# Prowincja Ajn ad-Dafla
Prowincja Ajn ad-Dafla (arab. ولاية عين الدفلى) – jedna z 48 prowincji Algierii, znajdująca się w północnej części kraju oraz na południe od Algieru.
Prowincja ma powierzchnię 4260 km². W 2008 roku na jej terenach mieszkało ponad 766 tysięcy ludzi. W 1998 roku w prowincji mieszkało ponad 660 tysięcy ludzi, zaś w 1987 ponad 536 tysięcy osób.